# Erik Refner
Erik Refner, né en 1971 à Copenhague, est un photographe danois. Il est récipiendaire du World Press Photo of the Year.

## Biographie
Refner est né le 14 janvier 1971 à Copenhague et a grandi dans le nord de la ville,. Adolescent, il a voyagé à l'étranger et a notamment vécu trois mois dans un kibboutz israélien.
Dans les années 1990, Refner est sergent dans l'armée royale danoise, après quoi il fait partie pendant un an de l'équipe danoise de pentathlon,. Il travaille ensuite comme mannequin pendant sept ans, avant de se tourner vers la photographie après que l'un des photographes avec lesquels il travaillait a eu besoin d'un assistant,.
Il a remporté le prix World Press Photo of the Year en 2002, alors qu'il étudiait à l'École danoise des médias et du journalisme, qu'il a fréquentée de 1998 à 2002. Sa photo gagnante était celle de l'enterrement d'un jeune Afghan au Pakistan, dont la famille s'était réfugiée à Jalozai pour échapper à la violence dans leur pays,.
Ses premiers travaux, axés sur la photographie dans les zones de conflit, l'ont conduit en Afghanistan, au Darfour, en République démocratique du Congo, en Palestine et en Irak. Il a travaillé au journal Berlingske pendant onze ans et a fait de la photographie commerciale pour Canon, Coca Cola, Maersk et Nike,. Il a été publié dans Elle, Esquire, Time, Newsweek, National Geographic, Phaidon, The New York Times et Marie Claire. Il a remporté le prix Cavling en 2009.
En 2015, il a fondé l'agence IDIP.Agency pour aider les photographes à obtenir le paiement de leurs droits d'auteur.